# Wallace Martin Greene mlajši
Wallace M. Greene mlajši, ameriški general marincev, * 27. december 1907, Waterbury, Vermont, ZDA, † 10. marec 2003. 

## Življenjepis
1925 je končal srednjo šolo v Burlingtonu (Vermont). Nato se je vpisal na Univerzo Vermonta, ki pa jo je obiskoval le eno leto.
1927 je vstopil v Pomorsko akademijo (Annapolis, Maryland), ki jo je končal 5. junija 1930; takrat je bil tudi povišan v poročnika Korpusa mornariške pehote Združenih držav Amerike); premeščen je bil v Marine Officer's Basic School (Navy Yard, Filadelfija).
Ko je junija 1931 končal osnovno šolanje, je eno leto služil v marinski vojašnici Navy Yard (Portsmouth, New Hampshire). Julija 1932 je končal Morsko šolo (San Diego, Kalifornija) in se pridružil marinskemu odredu na krovu USS Tennessee. Marca 1934 je bil premeščen v Pensacolo (Florida), nato pa v Quantico (Virginija), ter nazadnje novembra istega leta v vojašnico v pomorsko zračno postajo Lakehurst (New Jersey).
Med služenjem v Lakehurstu je bil poslan na Chemical Warfare School v Edgewood Arsenal, Maryland, a je v Lakehurstu ostal do marca 1936. Nato je bil premeščen v MCRD San Diego; oktobra 1936 je odplul na Guam, kjer je ostal do junija 1937, ko je odpotoval v Šanghaj (Kitajska), kjer se je pridružil 4. marinskemu polku.
Avgusta 1939 je zapustil Kitajsko, saj je bil poslan na nižji tečaj Šol KMP ZDA (Quantico). Tečaj je uspešno končal maja 1940; prevzel je poveljstvo 1. kemične čete 1. marinske brigade, s katero je oktobra istega leta odplul proti Guantanamo Bayu (Kuba).
Aprila 1941 se je vrnil v ZDA, kjer je postal pomočnik operativnega častnika 1. marinske divizije (Camp Lejeune, Severna Karolina). Novembra istega leta je bil poslan v London (Anglija) kot posebni pomorski opazovalec. V tem času se je udeležil 	britanske Amphibious Warfare School (Inverary, Škotska) in Royal Engineer Demolitions School (Ripon, York). Februarja 1942 se je vrnil v ZDA.
Marca 1942 je bil imenovan za pomočnika načelnika štaba G-3 3. marinske brigade, s katero je odpotoval na Zahodno Samoo. Tu je ostal do novembra 1943, ko se je pridružil 5. amfibicijskemu korpusu (Havaji).
Marca 1944 je postal divizijski G-3 2. marinske divizije, kjer je ostal do septembra 1944.
Oktobra 1944 je postal vodstveni častnik G-3, Operacije, Oddelek za načrte in politiko, HQMC. To je opravljal do julija 1945, ko je postal izvršni častnik, Veja specialnih služb, Oddelek za moštvo, HQMC. Aprila 1946 je postal G-3 Enote za usposabljanje, Amphibious Training Command, Atlatska flota ZDA (Little Creek, Virginija).
Avgusta 1948 je postal G-3, Flota mornariških sil (FMF) Pacifik. Junija 1950 je postal načelnik Sekcije kombiniranih orožij, Šole KMP ZDA (Quantico); tam je krajši čas opravljal tudi dolžnost načelnika Sekcije za koordinacijo in ovrednotenje, dokler ni avgusta 1952 vstopil v National War College (Washington). Junija 1953 je končal šolanje in naslednji mesec postal štabni posebni pomočnik Združenega štaba za odbor za nacionalno-varnostne zadeve. 
Septembra 1955 je postal pomočnik poveljnika 2. marinske divizije (Camp Lejeune). Maja 1956 je postal poveljujoči general Poveljstva za urjenje rekrutov pri Marine Corps Recruit Depot (Parris Island, Južna Karolina). Julija istega leta je postal poveljnik MCB Campa Lejeune.
Januarja 1958 je postal pomočnik načelnika štaba G-3, HQMC. Od marca do decembra 1959 je bil namestnik načelnika štaba za načrte, HQMC. 1. januarja 1960 je postal načelnik štaba HQMC.
24. septembra 1963 ga je predsednik ZDA John F. Kennedy predlagal za 23. komandanta. 1. januarja 1964 je postal komandant Korpusa mornariške pehote Združenih držav Amerike. V času njegovega mandata je skrbel predvsem za krepitev korpusa zaradi naraščajoče krize v jugovzhodni Aziji.
31. decembra 1967 se je upokojil. Umrl je 10. marca 2003 in je bil pokopan z vsemi vojaškimi častmi na pokopališču Arlington.

## Odlikovanja
- Distinguished Service Medal z zlato zvezdo kot simbol druge podelitve;
- legija za zasluge z bojnim “V” in zlato zvezdo kot simbol druge podelitve
- Navy Unit Commendation,
- China Service Medal,
- American Defense Service Medal z osnovno ploščico,
- European-African-Middle Eastern Campaign Medal,
- Asiatic-Pacific Campaign Medal s tremi srebrnimi zvezdami,
- American Campaign Medal,
- World War II Victory Medal,
- National Defense Service Medal s srebrno zvezdo,
- Order of the Cloud and Banner, Grand Cordon (Kitajska);
- Order of Service Merit, First Class (Koreja);
- Brazilian Order of Naval Merit, Grand Official, (Brazilija);
- National Order of Vietnam, 3d Class (Vietnam).

## Napredovanja
- 5. junij 1930 - poročnik
- november 1934 - nadporočnik
- september 1937 - stotnik
- januar 1942 - major
- avgust 1942 - podpolkovnik
- februar 1948 - polkovnik (retroaktivno avgust 1947)
- 1. september 1955 - brigadni general
- avgust 1958 - generalmajor
- 1. januar 1960 - generalporočnik
- 1. januar 1964 - general